# Steinbach (Murach)
Der Steinbach ist ein zusammen mit seinem bis in die Stadt Oberviechtach laufenden linken Hauptoberlauf Siechenbach 7 km langer, linker Zufluss der Murach im Landkreis Schwandorf in der Oberpfalz in Bayern.
Er entspringt im Siebental nördlich von Nunzenried, zwischen Bahnhof Lind und Tressenried, fließt in südwestlicher Richtung und mündet südlich von Niedermurach in die Murach.

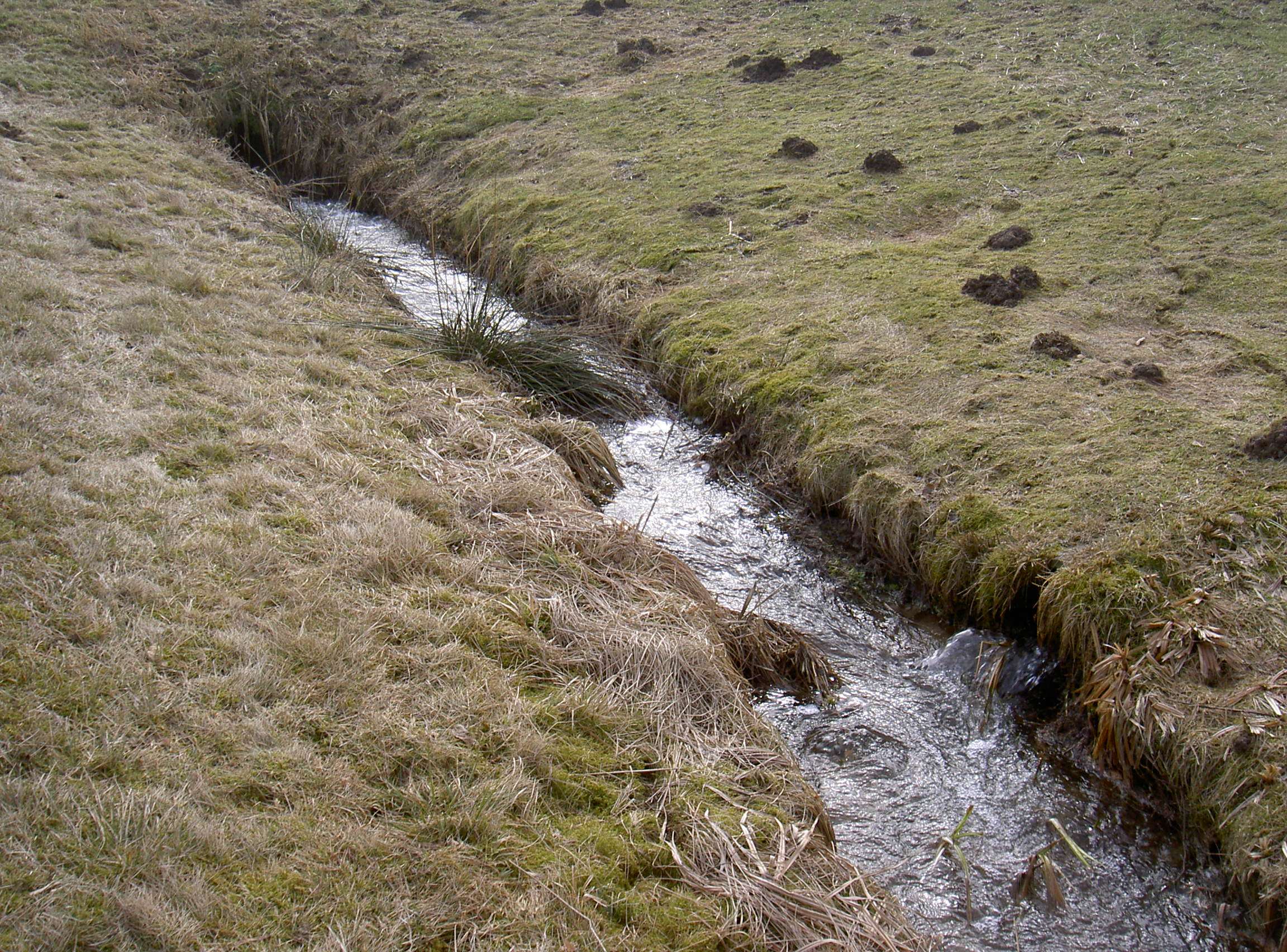
Steinbachquelle im Siebental

## Verlauf
Der Siechenbach entsteht in den feuchten Wiesen des Siebentals östlich von Oberviechtach am Hang nördlich von Nunzenried. Er speist sich dort aus mehreren wiesenentwässernden Drainagerohren und auch aus den Abflüssen einiger Fischweiher. Er fließt erst nordöstlich, dann nach einem Bogen südwestlich an der Grenzland-Kaserne vorbei, wonach er von Norden her einen ersten namenlosen Zufluss aufnimmt, der seine eigene Länge hier zwar übertrifft, aber merklich weniger an Teileinzugsgebiet beiträgt. Nach weiterem, von Schönseer Straße (St 2159) begleitetem Südwestlauf an der Käfermühle vorbei bis ungefähr zur Nunzenriederstraße in Oberviechtach mündet nach etwa drei Kilometern Lauf ein weiterer, recht kurzer und anscheinend namenloser Bach von rechts aus dem Bereich der Altstadt zu, der in dieser meist unterirdisch läuft. Ab hier wird das Gewässer Steinbach genannt. Es durchzieht dann zunächst die früher so genannten Siechenwiesen, die heute größtenteils mit einer Siedlung überbaut sind; der Name der Straße „In den Siechenwiesen“ darin erinnert noch an das alte Toponym.
Nach der querenden B 22 an der unteren Ortsgrenze der Stadt passiert er die Knau- und dann die Steinmühle. Westlich der Steinmühle verlässt der Steinbach auf einer Durchbruchsstrecke zwischen dem 558 m ü. NHN hohen Obermuracher Berg im Süden und dem 536 m ü. NHN hohen Mehlbügel im Norden das Oberviechtacher Becken und tritt nach der Enge in das Niedermuracher Becken ein. Niedermurach selbst und sein Weichbild liegen hier mit etwas Abstand im Nachbartal, doch der Steinbach passiert den ehemaligen Bahnhof Niedermurach und mündet unterhalb von ihm schließlich von rechts und zuletzt Osten in die Murach.
Im Talgrund verlief früher neben der Staatsstraße St 2159 auch die inzwischen aufgelassene Bahnstrecke Nabburg–Schönsee. Ihre Trasse nutzt heute ein Rad- und Wanderweg.

## Einzugsgebiet
Die Hänge des Oberviechtacher Beckens, insbesondere die feuchten Wiesen des Siebentales und der Siechenwiesen, bilden den größten Teil des etwa 16 km² großen Einzugsgebietes des Steinbaches.

## Zuflüsse
Dem Steinbach fließen eine Reihe kleinerer unbenannter Bachläufe zu, viele davon von links aus den Siechenwiesen und von den Nordhängen des 585 Meter hohen Eichelsteins.